# Bruce Rock
Bruce Rock è una città situata nella regione di Wheatbelt, in Australia Occidentale; essa si trova 243 chilometri a est di Perth ed è la sede della Contea di Bruce Rock.